# پیر سولاژ
پیر سولاژ (انگلیسی: Pierre Soulages؛ زادهٔ ۲۴ دسامبر ۱۹۱۹ – درگذشتهٔ ۲۶ اکتبر ۲۰۲۲) نقاش و مجسمه‌ساز اهل فرانسه بود.
بسیاری پیره سولاژ را نقاش رنگ سیاه و نور نامیده‌اند چون در تمام نقاشی‌های او که تماماً به سبک آبستره کشیده می‌شوند رنگ سیاه نقش کلیدی دارد. او همیشه به رنگ سیاه علاقه ویژه‌ای داشته و خودش می‌گوید که رنگ سیاه همیشه با او بوده‌است.

## زندگی‌نامه
پیر سولاژ در ۱۴ سالگی در یک گردش علمی از طرف مدرسه از خرابه‌های یک بنای مشهور رومی در زادگاهش دیدن کرد و بسیار تحت تأثیر قرار گرفت. چنان‌که خودش می‌گوید: همان موقع دریافتم که باید یک هنرمند شوم. او در سال ۱۹۴۶ میلادی زادگاهش را به قصد پاریس ترک کرد. ابتدا دربارهٔ سزان و پیکاسو تحقیقاتی انجام داد و چندین بار از لوور دیدن کرد و بالاخره آثارش تراکم شکل به صورت خطی نمایان شد.
در سال ۱۹۴۷ میلادی نمایشگاه مشهور او با موضوع تنهایی بی‌انتهای طبیعت با استفاده از ساقه درخت گردو، بنزین و روغن بر روی کاغذ برپا شد. بعدها در آثارش همچون کار روی خط، ولی خطوط ملایم تر و رنگهای شفاف تر و هماهنگتر و حتی گاهی رنگبری روی بوم دیده می‌شود.
پیر سولاژ دربارهٔ نقاشی‌های خود می‌گوید:
این‌طور به نظر می‌رسد که یکی از تمایلات بیان شده من در نقاشی‌هایم زمان است. از نظر زمان و ارتباطش با فضای لایتناهی، در مرکز آثارم قرار دارد.
پیره سولاژ در یکی از مصاحبه‌های خود گفته‌است:
«از سنین کودکی به رنگ سیاه علاقه ویژه‌ای داشته و به خاطر می‌آورم که در سن شش سالگی وقتی که مشغول کشیدن خط‌های پهن و سیاه رنگی بودم خواهر بزرگترم از من پرسید که چه می‌کنم و من در جواب گفتم دارم برف می‌کشم.»